# Рижский метрополитен
Рижский метрополитен (латыш. Rīgas metropolitēns) — нереализованная система метрополитена в Риге, планировавшаяся в столице Латвийской ССР во времена позднего СССР (в 1970-х—1980-х гг.). Строительство первого пускового участка должно было начаться в 1990, ввод в эксплуатацию предполагался в 2000—2002 гг. Сооружение было отменено ввиду протестов латышской общественности и распада СССР.

## История
Первоначально в городе, не имевшем миллионной численности населения (и перспективы её достигнуть в скором времени ввиду небольшого демографического прироста), необходимой по нормам Госплана для создания традиционного метрополитена, с 1960-х годов планировалось сооружение системы скоростного подземного трамвая. Согласно проекту группы ленинградских градостроителей под руководством В. Грицовского, представленному общественности в газете «Rīgas Balss» 10 января 1966 года, в микрорайонах массовой жилой застройки и малонаселённых местах линии скоростного трамвая должны были быть наземными и обособленными, а в центре города должны были уходить на глубину около 6 метров в тоннели под проезжей частью улиц. В перспективе система линий должна была насчитывать 82 километра путей, из которых 20 километров составляли бы подземные участки. Уже в первом пусковом участке предполагалось построить 5 километров тоннелей.
Однако затем для Риги, как столицы союзной республики, города с третьим в стране показателем количества поездок на общественном транспорте на душу населения и транзитного пункта, пропускающего большое количество туристов соседнего общесоюзного курорта Юрмалы, руководством СССР было сделано исключение, и с конца 1970-х годов в восьмисоттысячном городе началось планирование и проектирование системы метро.
Создание метрополитена было заложено в комплексную транспортную схему, в детальный план подземного городского развития от 1981 года и в генплан развития города до 2005 года, принятый в 1986 году.
Сначала над технико-экономическим обоснованием (ТЭО) сооружения и аванпроектами для рижского метрополитена работал московский институт «Метрогипротранс». Был определён первый пусковой участок — от Засулаукса до ВЭФа. В 1977 году предполагалось утвердить его ТЭО в 1978 году, разработать рабочие проекты и начать строить — в 1981 году, ввести в эксплуатацию — в 1990 году. Система в перспективе должна была иметь две линии.
После некоторой задержки с 1984 года началось рабочее проектирование, которое было поручено ленинградскому институту «Ленметропроект» ввиду того, что очень сложные гидрогеологические условия грунтов в Риге были близки к таковым в Ленинграде. К 1986 году была принята к реализации полная схема будущей системы метро из трёх линий при неизменном первом пусковом участке. Сроком его начала строительства был определён 1988 год, сдачи — 1996—1997 годы.
Архитектурно-художественный дизайн интерьеров станций было предложено проектировать местным архитекторам, которые уже имели некоторый опыт после разработки интерьера станции «Рижская» Московского метрополитена. Уже в 1983 году был проведён конкурс на лучшее оформление интерьеров станций первого пускового участка.
В период с 1979 по 1988 год для планирования и проектирования было сделано около 200 геологоразведочных скважин по трассе первого пускового участка. В 1986 году начался комплекс подготовительных работ для строительства, которые должны были осуществляться не менее двух лет. Для этого были выделены 7,5 млн руб. и привлечена подрядная организация «Строймеханизация». Были заложены стройплощадка на улице Гранита и две производственные базы метростроя: одна для автоколонны на 200 машин — в Чиекуркалнсе возле ТЭЦ-1, другая — для строительной комплектации — в Болдерае. Готовились и начинались работы по сносу зданий, перекладке подземных коммуникаций, подготовке строительных площадок для сооружения временных зданий и наземных горных комплексов, отборка и заготовка выборгского гранита.
К 1989 году все рабочие проекты первого пускового участка были готовы и утверждены в Москве. В 1990 году должно было начаться строительство при помощи минских метростроевцев. Первый пусковой участок должен был быть готов к 2000—2002 годам. Его стоимость составляла около 250 млн руб. в ценах тех лет, что было значительно выше, чем в других городах, ввиду сложных инженерно-геологических условий сооружения в тяжёлых грунтах в районах плотной городской застройки (более 25 млн руб. за километр против средних 15). Финансирование в основном должно было идти от союзного центра, республике поручалось выделить 10—12 млн руб. на депо, 2,5 млн руб. — на инженерный корпус, 4—5 млн руб. — на перекладку и подготовку коммуникаций у станций.

## Описание проекта
Первый пусковой участок Первой линии по проекту связывал центр (не проходя под Старым городом) и части города по обе стороны реки Западной Двины, имел длину 8,3 км, время проезда 12 мин, обращение до 40 пар поездов в часы пик и насчитывал 8 станций, названия которых в ходе проектирования менялись, а интерьер согласно задумкам архитекторов отражал разные темы:
- «Засулаукс» — отдых на Взморье (арх. А. Пурвиньш и А. Гелзис)
- «Агенскалнс», ранее «Аврора» — революция (арх. И. Петрухов)
- «Даугава», ранее «Узварас» — Рига как морские ворота республики (арх. А. Пурвиньш)
- «Вокзальная», ранее «Центральная» — дружба народов в СССР (арх. А. Пурвиньш и М. Гундарс)
- «Дружба», ранее «Кирова» — установление советской власти в Латвии (арх. А. Кронбергс)
- «Видземский рынок», ранее «Райниса», ранее «Революцияс» — национальная культура и быт (арх. А. Пурвиньш)
- «Ошкалны» — Великая Отечественная война (арх. М. Гелзис)
- «ВЭФ» — труд (арх. Валерий Кадирков)

- проект интерьера станции «Аврора»
- проект интерьера станции «Даугава»
- проект интерьера станции «Райниса»
- проект интерьера станции «ВЭФ»
- один из альтернативных проектов интерьера станции «Засулаукс»
- один из альтернативных проектов интерьера станции «Засулаукс»
- один из альтернативных проектов интерьера станции «Засулаукс»
- один из альтернативных проектов интерьера станции «Центральная»
- один из альтернативных проектов интерьера станции «Центральная»

На первом пусковом участке были 4 станции (от «Даугавы» до «Видземского рынка») глубокого заложения, сооружающиеся закрытым способом, и 4 — мелкого, строящиеся в открытом котловане. После сдачи первого участка Первая линия должна была быть продлена на восток до Юглы и на запад до Иманты.
Далее планировалось соорудить восточную часть Второй линии от центра в новые микрорайоны массовой жилой застройки Плявниеки, Дрейлини и северную часть Третьей линии от центра до Саркандаугавы, которые по завершении временно составляли бы одну линию.
С сооружением затем южной части Третьей линии до Зиепниеккалнса и западной части Второй линии до Буллю капа в результате была бы создана система метро из трёх линий, пересекающихся на трёх пересадочных станциях в центре.
Планировалось, что к 2021 году рижский метрополитен будет состоять из 33 станций.

## Протесты и отмена проекта
Первые возражения учёных, специалистов, зелёных и национальных движений и прочей общественности против сооружения метро возникли в 1987 году. В 1988 году развернулись широкие акции протеста вплоть до массовых демонстраций под лозунгом «METRO — NĒ!», за которыми в 1989 году последовали отрицательное технико-экономическое заключение вновь созданной местной комиссии и решение властей об отмене всех планов создания метро. Все подготовительные работы были свёрнуты.
Причинами назывались опасность для имеющего большую историческую ценность архитектурного ансамбля центра города, прибытие большого количества некоренных метростроителей с членами семей, экономическая нецелесообразность и неэффективность ввиду провозной избыточности при огромных затратах, неучитывание потребностей инвалидов, перегрузка общественных мест вокруг станций метро и т. п.
До настоящего времени сохранились более 100 геологоразведочных скважин, пробурённых в подготовительный период. 20 из них ликвидировали в 2001 году, ещё 25 — в 2014. Десятки других, диаметром 10-20 см и глубиной 4-10 метров, находятся на частной территории, их техническое состояние не контролируется.

## В независимой Латвии
После распада СССР независимая Латвия не возвращалась к идее строительства метрополитена. По словам консультанта департамента городского развития Рижской думы архитектора Гунарса Асариса, Риге метро по 200 млн евро за километр не по карману. Остаются надежды на внедрение скоростного трамвая.